# Premio Charlotte van Pallandt
El Premio Charlotte van Pallandt, es un premio de arte bienal holandés para jóvenes escultores prometedores.
El escultor debe ser menor de 35 años. 
El premio, fue establecido en 1978 por la escultora, fallecida en 1997, Charlotte van Pallandt  y es con preferencia otorgado cada dos años. Consiste en una dotación económica de 7.500 euros, 5.000 euros y 2.500 euros para el artista; el museo organiza una exposición del artista ganador y se le entrega una medalla creada por Wilfried Ponga.

## Ganadores del premio
- 2009 - Sandro Setola
- 2005 - Famke van Wijk
- 2003 - Antoine Berghs
- 1998 - André Kruysen
- 1993 - Ruud Kuijer
- 1990 - Michael Jacklin
- 1987 - Adam Colton
- 1985 - Eddy Gheres
- 1980 - Wilfried Put
- 1978 - Eja Siepman van den Berg